# Julian Hilliard
Julian Hilliard (Dallas, 20 giugno 2011) è un attore statunitense.

## Filmografia

### Cinema
- Never Goin' Back, regia di Augustine Frizzell (2018)
- Greener Grass, regia di Jocelyn DeBoer e Dawn Luebbe (2019)
- Il colore venuto dallo spazio (Color Out of Space), regia di Richard Stanley (2019)
- The Conjuring - Per ordine del diavolo (The Conjuring: The Devil Made Me Do It), regia di Michael Chaves (2021)
- Doctor Strange nel Multiverso della Follia (Doctor Strange in the Multiverse of Madness), regia di Sam Raimi  (2022)

### Televisione
- The Haunting - serie TV, 10 episodi (2018)
- Penny Dreadful: City of Angels - serie TV, 9 episodi (2020)
- WandaVision - serie TV, 5 episodi (2021)

## Doppiatori italiani
Nelle versioni in italiano dei suoi film, Julian Hilliard è stato doppiato da:
- Valeriano Corini in WandaVision, The Conjuring - Per ordine del diavolo, Doctor Strange nel Multiverso della Follia
- Alberto Vannini in The Haunting
- Giovanni Cardellicchio in Penny Dreadful: City of Angels